# Creaton
Creaton ist einer der größten deutschen Hersteller von Tondachziegeln. Es ist Marktführer im Bereich der Biberschwanzziegel und einer der führenden Hersteller von Pressdachziegeln in Europa.
Seit März 2024 gehört der Hersteller zur österreichischen Wienerberger AG.

## Geschichte
Alois Berchtold gründete 1884 in Wertingen eine für damalige Maßstäbe moderne Ziegelei. Er erwarb sich vom Start weg einen Ruf als Qualitätshersteller für Pfannenziegel.
In Autenried gründete Anton Ott 1934 ein Ziegelwerk. An diesem Standort wurden bereits seit drei Jahrhunderten Ziegel produziert. Ab 1945 spezialisierte sich der Sohn Ernst Ott auf die Fertigung klassischer Ziegelformen, insbesondere auf Biberschwanzziegel.
Die Josef Berchtold GmbH und die Ernst Ott GmbH & Co. KG, die zuvor eng kooperierten, fusionierten am 1. Januar 1992 zur Creaton Berchtold & Ott GmbH. Im August 1995 wurde Creaton in eine Aktiengesellschaft umgewandelt und an der Börse notiert. Mit Übernahme der Ströher GmbH wurde 1998 Guttau in Sachsen als weiterer Standort in das Unternehmen integriert. Hier werden mit dem „Keralis“-Produktionsverfahren die durchgefärbten Dachziegelmodelle „Kera-Biber“ und „Premion“ hergestellt.
Im rheinland-pfälzischen Weroth wurde 2004 ein Kompetenzzentrum für Spezialkeramik gegründet. Dort produziert Creaton das keramische Fassadensystem „Tonality“, das Terrassenelement „Kerato“ und den „Estrichziegel“. Im ungarischen Lenti wurde 2004 das erste Auslandswerk von Creaton eröffnet. Mit dieser Investition sollen die südosteuropäischen Märkte besser bedient bzw. erschlossen werden. Die belgische Baustoffgruppe Etex wurde 2005 Mehrheitsaktionär bei Creaton und erlangte mit den bereits erworbenen Marken Pfleiderer und Meindl die Tondachziegel-Marktführerschaft in Deutschland. 2007 erfolgte eine Bündelung dieser Marken im Creaton-Markenverbund. 2008 erfolgte die Integration der Trost-Dachkeramik Malsch in den Markenverbund.
Das Bundeskartellamt verhängte im Dezember 2008 sowie Anfang 2009 gegen die Creaton AG, gegen die damals noch existierende Pfleiderer GmbH und die Etex Holding sowie gegen sieben weitere Unternehmen der Tondachziegelbranche erhebliche Geldbußen in Höhe von insgesamt 188 Millionen Euro wegen der Beteiligung an wettbewerbsbeschränkenden Absprachen bei Tondachziegeln. 2006 hatte fast die gesamte Branche vereinbart, die Preise durch Erhebung eines sogenannten „Energiekostenzuschlages“ um 4–6 % zu erhöhen.
Im September 2017 endete die Börsennotierung des Unternehmens durch einen Squeeze Out. Aus der Aktiengesellschaft wurde zum Juli 2018 eine GmbH.
2021 wurde Creaton mit der französischen Terreal-Gruppe zusammengeschlossen.
Im Januar 2023 genehmigte das Bundeskartellamt die Übernahme von Terreal, und damit Creaton, durch die österreichische Wienerberger AG. Das Zusammenschlussvorhaben sei auch bei Wettbewerbsbehörden in anderen Ländern angemeldet worden und befinde sich dort noch in der Prüfung.
Im März 2024 wurde die Übernahme der Creaton GmbH durch Wienerberger abgeschlossen. Die polnischen und ungarischen Werke wurden in diesem Zuge an die schweizerische Swisspor transferiert.

Creaton-Werk Wertingen im Jahr 1884
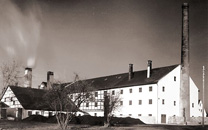
Creaton-Werk Autenried im Jahr 1934
Erster Meindl-Ringofen in Reit 1895
Dampfziegelei in Höngeda 1897
Trost-Ziegelwerk in Aalen 1887

## Standorte
- Autenried (Bayern)[11]
- Großengottern (Thüringen)
- Guttau (Sachsen)
- Höngeda (Thüringen)
- Wertingen (Bayern)
- Wertingen-Roggden (Bayern)
- Neuburg an der Donau (Bayern), Betondachsteine

## Produkte
- Biberschwanzziegel
- Pressdachziegel
- Dachzubehör
- Photovoltaik
- Betondachsteine
- Fassadenziegel